# Xylotrechus innotatithorax
Xylotrechus innotatithorax är en skalbaggsart som beskrevs av Maurice Pic 1927. Xylotrechus innotatithorax ingår i släktet Xylotrechus och familjen långhorningar. Inga underarter finns listade i Catalogue of Life.